# Тюмбеки
Тюмбе́ки (рос. Тюмбеки, чув. Тĕмпек) — присілок у складі Вурнарського району Чувашії, Росія. Входить до складу Великоторханського сільського поселення.
Населення — 92 особи (2010; 127 у 2002).
Національний склад:
- чуваші — 100 %